# Rupert Rohrhurst
Rupert Rohrhurst (* 14. Februar 1860 in Wittnau; † 9. Oktober 1952 in Heidelberg) war ein deutscher evangelischer Theologe, Lehrer und Politiker.

## Leben
Rohrhurst besuchte mehrere Volksschulen und das Gymnasium in Karlsruhe. Danach studierte er von 1880 bis 1884 Evangelische Theologie an den Universitäten in Heidelberg und Jena. 1884 machte er das theologische Staatsexamen in Karlsruhe und war zunächst von 1884 bis 1886 Stadtvikar in Mannheim und dann von 1887 bis 1890 Pfarrer in Schmieheim, Bezirksamt Ettenheim, heute Gemeinde Kippenheim, Ortenaukreis. Von 1890 bis 1893 betätigte sich Rohrhurst als Religionslehrer am Realgymnasium und an der Realschule in Mannheim und war von 1893 bis 1909 als Professor Religionslehrer am Gymnasium in Heidelberg und seit 1894 bis nach seiner Pensionierung 1925 nebenberuflich Lehrer am Theologischen Seminar der Universität Heidelberg. 1908 war Rohrhurst Rektor der erweiterten Volksschule in Heidelberg und von 1909 bis 1925 war er als Stadtschulrat Leiter des Heidelberger Volksschulwesens.

## Politik
Von 1900 bis 1918 gehörte Rohrhurst als Abgeordneter der Nationalliberalen Partei für den Stadtwahlkreis Heidelberg der Zweiten Kammer des badischen Landtags an. Von 1909 bis 1917 war er dessen Präsident, 1917/18 dessen Erster Vizepräsident.
Bereits seit 1897 war Rohrhurst Stadtverordneter in Heidelberg und gehörte jahrzehntelang dem Stadtverordneten-Kollegium an. Zudem war er Mitglied der Heidelberger Freimaurerloge Ruprecht zu den fünf Rosen.

## Wirken
Rohrhurst besaß eine glänzende Rednergabe und konnte Leute überzeugen. Dies kam ihm als Präsident des badischen Landtages sehr zugute. Ihm, der mit Leib und Seele Lehrer war, ging es vor allem um die Verbesserung der Schulen. So setzte er sich im Parlament besonders um die Verringerung des Klassenteilers von 130 Schülern auf 70 Schüler und um eine Erhöhung des Einkommens der Volksschullehrer ein. Ebenso unterstützte er den Bau der Lehrerbildungsanstalt, der späteren Pädagogischen Hochschule, und der neuen Universitätsbibliothek in Heidelberg. Als evangelischer Theologe nahm sich Rohrhurst verstärkt des Unterrichtsfaches Religion an. Er war Mitglied des Evangelischen Bundes, einer gegen das Vordringen des Katholizismus gerichteten Interessenvertretung der deutschen Protestanten.

## Ehrungen
- Ehrendoktorwürde durch die theologische Fakultät der Universität Heidelberg
- Kommandeurkreuz II. Klasse vom Zähringer Löwe, Bezeichnung: Geheimer Hofrat
- 1950 Ehrenbürger der Stadt Heidelberg. „In Anerkennung seiner großen Verdienste um das Heidelberger Schulwesen und seiner nahezu drei Jahrzehnte umfassenden ehrenamtlichen Tätigkeit in der gemeindlichen Selbstverwaltung“